# 미요타정
미요타정(일본어: 御代田町 미요타마치[*])은 일본 나가노현 기타사쿠군의 정이다. 정의 북부에는 아사마산의 기슭이 펼쳐져 있다.
휴양지로 알려진 가루이자와정의 관광지로 유명한 고모로시, 현내에서도 손꼽히는 도시 기능을 가진 사쿠시에 둘러싸여 자연이 풍부하고 입지가 뛰어난 정으로, 전후에는 피서지-별장지로, 최근에는 이주민이 증가하고 있는 것으로도 유명하다. 관광 관련으로는 니시카루이자와라는 별칭도 있다.

## 지리
- 나가노현
  - 고모로시
  - 사쿠시
  - 기타사쿠군 가루이자와정
- 군마현
  - 아가쓰마군 쓰마고이촌

## 역사
- 1956년 9월 30일 - 미요타촌, 고카촌, 오누마촌이 합병해 미요타정이 성립하였다.

## 인구
| 연도 | 인구   | ±%     |
| ---- | ------ | ------ |
| 1940 | 7,942  | —      |
| 1950 | 11,094 | +39.7% |
| 1960 | 8,145  | −26.6% |
| 1970 | 8,708  | +6.9%  |
| 1980 | 9,851  | +13.1% |
| 1990 | 11,895 | +20.7% |
| 2000 | 13,412 | +12.8% |
| 2010 | 14,741 | +9.9%  |

## 교통

### 철도
- 시나노 철도 시나노 철도선

### 도로
- 국도 18호선